# Levin
Levin (maor. Taitoko) – miasto w Nowej Zelandii w regionie Manawatu-Wanganui. Według danych szacunkowych na rok 2006 liczy 19 134 mieszkańców. Ośrodek przemysłowy.